# Lietuvos Lyga 1922
L'edizione 1922 del Lietuvos Lyga fu la 1ª del massimo campionato di calcio lituano; il titolo fu vinto dall'LFLS Kaunas.

## Formula
Il campionato era formato da sei squadre che si incontrarono in gare di andata e ritorno per un totale di 10 turni; erano assegnati due punti alla vittoria, un punto al pareggio e zero per la sconfitta. Non tutti i turni furono disputati a causa del ritiro Aviacija Kaunas.

## Classifica finale
|                     | Pos. | Squadra         | Pt | G | V | N | P | GF | GS | DR  |
| ------------------- | ---- | --------------- | -- | - | - | - | - | -- | -- | --- |
| Lituania (bandiera) | 1.   | LFLS Kaunas     | 18 | 9 | 9 | 0 | 0 | 48 | 4  | +44 |
|                     | 2.   | LFLS Sanciu     | 10 | 9 | 4 | 2 | 3 | 20 | 7  | +13 |
|                     | 3.   | LFLS Kaunas 2   | 8  | 9 | 4 | 0 | 5 | 3  | 29 | -26 |
|                     | 4.   | Aviacija Kaunas | 7  | 5 | 3 | 1 | 1 | 7  | 5  | +2  |
|                     | 5.   | Makabi Kaunas   | 7  | 9 | 3 | 1 | 5 | 5  | 10 | -5  |
|                     | 6.   | BAB Kaunas      | 0  | 9 | 0 | 0 | 9 | 1  | 29 | -28 |